# Парламентские выборы в Беларуси (2016)
Выборы депутатов Палаты представителей Национального собрания Республики Беларусь VI созыва (бел. Выбары дэпутатаў Палаты прадстаўнікоў Нацыянальнага сходу Рэспублікі Беларусь) состоялись 11 сентября 2016 года. На выборах избрано 110 депутатов по одномандатным округам, при этом только 16 человек представляют какие-либо партии (оппозиционные — только двое), а 94 парламентария являются беспартийными.

## Избирательная система
Палата представителей Национального собрания Республики Беларусь состоит из 110 депутатов, которые избираются по одномандатным избирательным округам по мажоритарной избирательной системе в один тур, чтобы считаться избранным кандидату достаточно получить простое большинство голосов избирателей.
| Регион              | Мест |
| ------------------- | ---- |
| Минск               | 20   |
| Брестская область   | 16   |
| Гомельская область  | 17   |
| Гродненская область | 13   |
| Могилёвская область | 13   |
| Минская область     | 17   |
| Витебская область   | 14   |
| Итого мест          | 110  |

### Преимущества
- Мажоритарная система универсальная: с её использованием можно проводить выборы как отдельных представителей, так и коллективных органов государственной власти или местного самоуправления (парламент страны, муниципалитет города).
- Поскольку при мажоритарной системе выдвигаются и конкурируют между собой отдельные лица-кандидаты, избиратель принимает решение, основываясь на личных качествах кандидата, а не его партийной принадлежности.
- Мажоритарная система позволяет небольшим партиям и беспартийным кандидатам реально участвовать и побеждать на выборах.
- Мандат, выданный избирателями конкретному кандидату, делает его более независимым от партийной машины; источником власти становятся избиратели, а не партийные структуры.

### Недостатки
- Представительство наиболее мощной партии или беспартийных в парламенте выше, чем действительный процент избирателей, которые их поддерживают.
  - В частности, разбросанные по стране меньшинства не могут добиться большинства в каждом отдельно взятом округе. Чтобы избрать своего представителя в парламент, требуется компактное проживание.
- Избиратели, чтобы их голос «не ушёл впустую», голосуют не за того, кто им нравится, а за наиболее приемлемого из двух лидеров.
- Мажоритарная избирательная система в конце концов приводит к двухпартийной системе или вовсе беспартийной системе в государстве (закон Дюверже).
- Предпосылки к таким нарушениям, как подкуп избирателей и джерримендеринг.
- Результат выборов в значительной степени определяется финансовыми возможностями конкретного кандидата, что делает его зависимым от небольшого числа доноров.

## Предыстория
Первые парламентские выборы в истории Республики Беларусь прошли в 1995 году. В 1996 году был проведён общенациональный референдум. По его итогам Верховный Совет (бывший парламент) был заменен Национальным собранием, в котором только одна палата избирается народом. Во время парламентских выборов 2000 года в неё вошло только 2 кандидата от оппозиции, которые тут же покинули ряды своих партий. В ходе следующих парламентских выборов 2004 года оппозиция вообще не попала в парламент и организовала массовые акции протеста, в результате которых был отпущен один из лидеров молодёжного движения «Зубр», задержанный ранее. По итогам парламентских выборов 2008 года оппозиция опять не попала в парламент и вновь организовала акции протеста. В результате следующих выборов оппозиция в очередной раз не попала в парламент, и только в сентябре 2016 года представители ОГП Анна Канопацкая и ТБМ Елена Анисим сумели получить депутатский мандат.
С 1996 года ЕС, ОБСЕ и США не признали демократичной ни одной избирательной кампании в Республике Беларусь, наблюдатели от СНГ наоборот признают все результаты народного волеизъявления жителей Белоруссии демократическими. Перед выборами власти часто осуществляли давление на граждан и независимую прессу.

## Подготовка к выборам

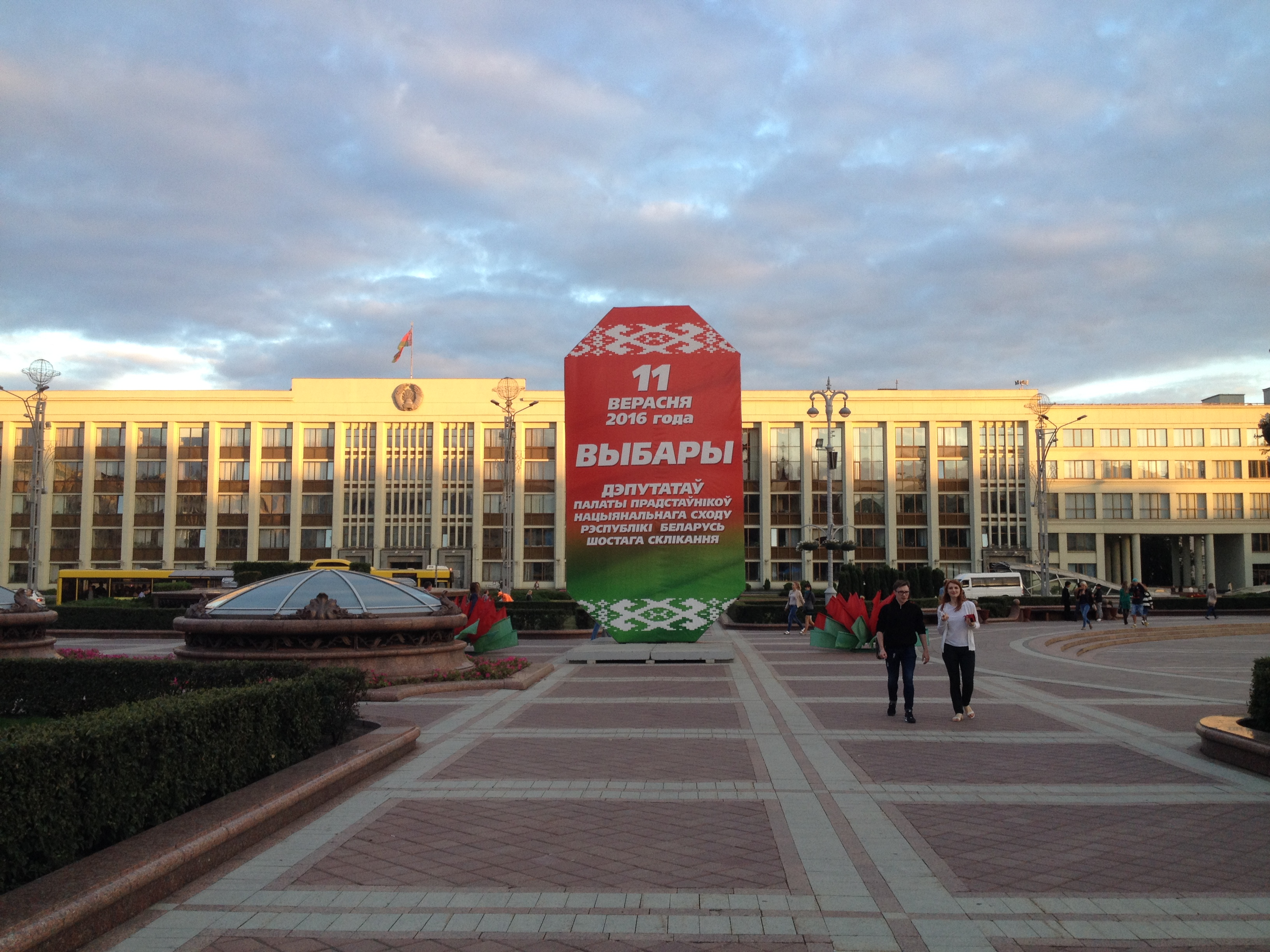
Афиша о выборах

Выборы в Палату представителей Национального собрания Республики Беларусь 6-го созыва были назначены Указом Президента Республики Беларусь 6 июня 2016 года.
В ходе проведения подготовки к парламентским выборам 27 июня в Белоруссии было создано 7 избирательных комитетов — 6 областных, а также Минский территориальный избирком. Помимо этого также было создано 110 окружных комиссий.
В основном в комиссии включали представителей провластных организаций: БРСМ, «Белой Руси», Белорусского союза женщин, ветеранской организации, Компартии, Республиканской партии труда и справедливости, организации воинов-афганцев. При этом оппозиционеров в комиссии практически не включали.
Три оппозиционные структуры Белоруссии — Объединённая гражданская партия, Движение «За Свободу» и незарегистрированная партия «Белорусская христианская демократия» объявили о создании правоцентристской коалиции для выдвижения общих кандидатов на парламентских выборах 2016 года. Согласован список потенциальных кандидатов в депутаты по 95 из 110 округов. Первый заместитель председателя Движения «За Свободу» Юрий Губаревич отметил, что на некоторых потенциальных кандидатов в депутаты от объединённой оппозиции уже сейчас оказывается давление со стороны властей.
Члены Партии БНФ намерены участвовать в парламентской кампании, однако не ставят своей целью попасть в Палату представителей. Партия не будет вступать в какие-либо коалиции. При этом в наблюдении за выборами представители партии будут заняты в рамках кампании «Право выбора-2016», куда также входят оргкомитеты партии «БХД» и Партии свободы и прогресса, Белорусская социал-демократическая партия (Грамада), движение «За Свободу», Белорусская партия «Зеленые», профсоюз РЭП и Объединённая гражданская партия. Партия БНФ собирается обжаловать невключение в состав областных, территориальных и окружных избирательных комиссий для работы на парламентских выборах большей части своих активистов. Председатель Партии БНФ, кандидат в депутаты по 92-й Автозаводской округе в столице Алексей Янукевич раскритиковал пассивных белорусов, отказывающихся участвовать в выборах и обвинил их в подыгрывании властям. Политик отметил, что «за всех „дорисованных“ людей будут вброшены или уже вброшены бюллетени».
На предстоящих 11 сентября парламентских выборах Белорусская партия левых «Справедливый мир» намерена представлять себя «как реальную политическую силу, предлагающую жителям Белоруссии позитивную альтернативу политического и социально-экономического развития страны». Избирательную кампанию партия «Справедливый мир» планирует вести под лозунгом «За справедливую Беларусь!».
Лидеры «Говори правду» экс-кандидат Татьяна Короткевич и политтехнолог Андрей Дмитриев заявили, что будут выдвигать кандидатов по всем 110 избирательным округам.
«Белая Русь» выдвигает своих представителей в семь территориальных избиркомов и 110 окружных. Объединение имеет право и на одного наблюдателя при ЦИКе. И хотя выдвижение кандидатов развернётся в июле, «Белая Русь» заявляет о готовности поддержать своих представителей по всем 110 избирательным округам.
КПБ намерена выдвинуть 110 кандидатов во всех округах. В рамках избирательной кампании будет также происходить подготовка к конгрессу «Левых сил», который должен пройти в Минске осенью 2016 г.
На парламентские выборы были приглашены иностранные наблюдатели.
Выборы признаются состоявшимися, если в голосовании приняло участие более
половины избирателей округа, включенных в списки граждан, имеющих право участвовать
в выборах.
Избранным считается кандидат в депутаты Палаты представителей, получивший
наибольшее число голосов избирателей, принявших участие в голосовании. При
проведении голосования по одной кандидатуре кандидат считается избранным, если он
получил более половины голосов избирателей, принявших участие в голосовании.
В бюллетень включаются в алфавитном порядке все зарегистрированные кандидаты в депутаты с указанием фамилии, имени, отчества,
даты рождения, должности (занятия), места работы и места жительства, партийности
каждого кандидата. В конце перечня кандидатов помещается строка «Против всех
кандидатов» с расположенным справа от неё пустым квадратом. Если в бюллетень внесена
фамилия только одного кандидата в депутаты, то в
тексте бюллетеня должны содержаться слова «за» и «против», под которыми помещаются
пустые квадраты.
Бюллетени печатаются на белорусском или русском языке.

## Выдвижение кандидатов
Процесс выдвижения кандидатов в депутаты Палаты представителей Национального собрания Белоруссии начинается 4 июля и продлится по 1 августа.
Из 630 выдвинутых кандидатов в депутаты 521 прошли этап регистрации и могут начать агитировать за себя. 16 человек снялись с дистанции сами, а 93 (15 %) выдвиженцам отказали в регистрации:
Правоцентристская коалиция не досчиталась 14 своих выдвиженцев после регистрации: этот этап прошли 67 из 81 представителей трех структур — ОГП, БХД и движения «За свободу». При этом восемь из непрошедших — представители христианских демократов. БХД «потеряла» четверть своих выдвиженцев.
Партия БНФ подавала на регистрацию 60 человек, но 11 выбыли из гонки. Впрочем, БНФ провел в кандидаты своего лидера Алексея Янукевича, двух экс-кандидатов в президенты Григория Костусева и Алеся Михалевича, а также известного доктора из Слонима Ивана Шего.
Белорусская партия левых «Справедливый мир» получила 38 зарегистрированных кандидатов при выдвинутых 46.
Белорусская социал-демократическая партия (Грамада) получила 27 зарегистрированных кандидатов при выдвинутых 29.
Но по степени «урона» во время регистрации лидирует кампания «Говори правду». Из 25 выдвиженцев лишь 16 получили регистрацию. По данным кампании, причиной отказа стали ошибки в оформлении подписных листов и неточности при заполнении декларации.
Белорусская партия «Зеленые» и вовсе зарегистрировали всех пятерых из своих выдвиженцев.
Больше всего потенциальных кандидатов потеряла Либерально-демократическая партия. ЛДП анонсировала выдвижение 110 своих членов, выдвинула 90, но лишь 77 получили регистрацию.
Около 15 % кандидатов «потеряла» Коммунистическая партия Беларуси, выступающая в поддержку власти. Из 52 выдвиженцев восемь не прошли регистрацию.
Республиканская партия труда и справедливости получила 18 зарегистрированных кандидатов при выдвинутых 20.
Белорусская патриотическая партия получила 16 зарегистрированных кандидатов при выдвинутых 18.
Остальные партии — провластные и оппозиционные — прошли регистрацию с небольшими потерями.
Большинство кандидатов в этот раз пошло на выборы от партий. Некоторые предпочли выдвигаться от трудовых коллективов или путем сбора подписей. Были даже те, кто на всякий случай воспользовался всеми тремя опциями.

## Субъекты выдвижения
- граждане — 122
- трудовые коллективы — 31
- политические партии — 354
- граждане- трудовые коллективы — 90
- граждане и политические партии — 121

Среди политических партий выдвинули своих кандидатов Зеленые, Справедливый мир, БПП, БСДГ, КПБ, ЛДП, ОГП, БНФ, РПТС.

## Досрочное голосование
С 6 сентября начинается досрочное голосование на выборах депутатов Палаты представителей белорусского парламента.
Наблюдатели от ОБСЕ критикуют практику массового досрочного голосования на выборах в Белоруссии за невозможность обеспечить полноценный контроль за содержимым бюллетеней и факты использования административного ресурса при организации досрочной явки. Оппозиционные кандидаты призывают своих сторонников голосовать только в основной день выборов.

### Давление и фальсификации
Перед досрочным голосованием президент Белоруссии Александр Лукашенко заявил, что:
«Загонять людей на участки не надо, надо их попросить. Надо попросить, чтобы люди пришли и проголосовали».
Однако после начала процесса независимые наблюдатели и правозащитники стали фиксировать факты принудительного досрочного голосования среди студентов. На протяжении первого дня голосования приходили сообщения от студентов разных вузов о том, что их настойчиво просят проголосовать досрочно, иногда намекая при этом на возможные проблемы с общежитием. Особо сильное давление осуществлялось в Могилеве. К примеру, начальник отдела воспитательной работы с молодежью МГУ им. А. А. Кулешова Людмила Набокова в своем выступлении перед студентами заявила:
«Ребята, проверить, голосовали вы или не голосовали, очень легко. Есть много контролеров — это и кураторы, и воспитатели, и заместители деканов…»

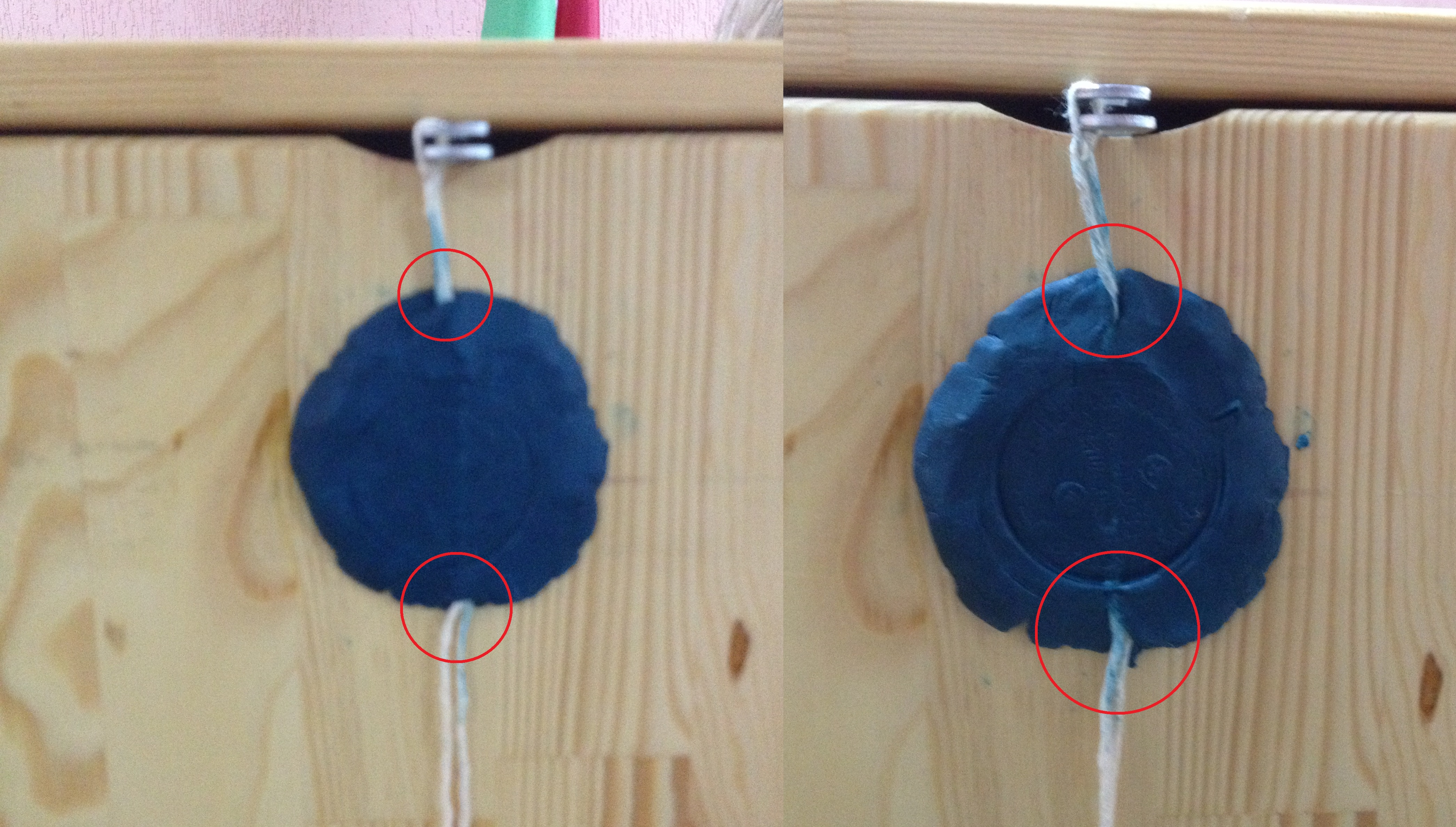
Печать на урне для досрочного голосования в Слуцке. Снимок слева сделан вечером последнего дня досрочного голосования, снимок справа — утром следующего дня

Также во время досрочного голосования имели место фальсификации. К примеру, Участковая комиссия № 38 подсчитала на досрочном голосовании в пять раз больше людей, чем их было на самом деле. Об этом заявило сразу два независимых наблюдателя на этом участке — Алексей Гавриленко и Александр Бураков. Гавриленко также опубликовал в своем Facebook фотографию копии протокола, из которого следует, что 8 сентября проголосовало 263 человека. В то же время, по подсчетам Гавриленко и Буракова, в этот день на участке побывало только 46 избирателей. Как отмечено в комментарии под постом, наблюдатель от БРСМ насчитала «в пять раз меньше людей», чем комиссия. Никаких претензий, впрочем, она не предъявляла.

### «Карусели»
Сразу на нескольких участках Калиновского 108-го и Домбровского 103-го избирательного округа в Минске были зафиксированы так называемые «карусели»: группы людей, которые переходят от участка к участку и незаконно на них голосуют. Также такие случаи, по данным наблюдателей, были зафиксированы на участках № 631, № 635, № 607 и № 618.

### Результаты
По данным ЦИК, 31,3 % избирателей проголосовали досрочно. Эта цифра меньше аналогичной на последних президентских выборах (36 %), но больше прошлой парламентской кампании (26 %). Впрочем, независимые наблюдатели ставят эту цифру под сомнение, указывая, что на более чем половине участков, где они вели мониторинг, число реально пришедших на выборы не совпало с официальными данными участковых комиссий (УИКов). Отстающим регионом в плане досрочного голосования стал Минск. В столице, по данным ЦИК, на участки пришли чуть больше четверти избирателей. Рекордсмены — Витебская и Могилевская области. Тут явка составила 34,56 и 33,79 % соответственно.

## День выборов

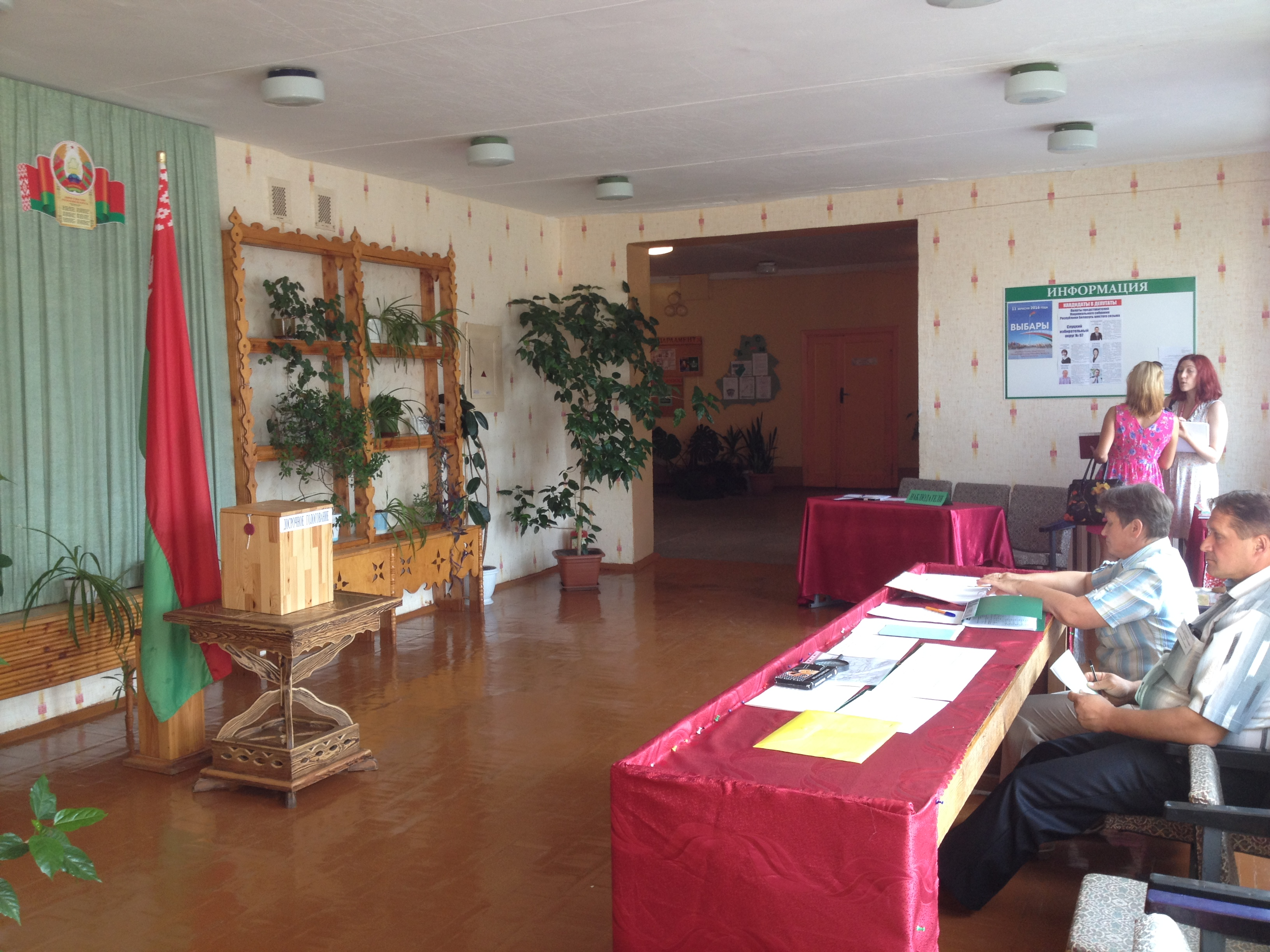
Избирательный участок в Повстыни

11 сентября было основным днем голосования на выборах Палаты представителей шестого созыва. С 8 утра и до 20 вечера по всей стране были открыты участки для голосования. Почти 500 кандидатов претендовали на 110 депутатских мест. В этом году выборы проходили по новым правилам — в один тур. Победителю достаточно набрать простое большинство голосов. По данным ЦИК, явка избирателей по состоянию на полночь 12 сентября составила 74,32 %.

Известно, что в Минске на выборах традиционно более низкая явка по сравнению с другими регионами. Председатель ЦИК Белоруссии Лидия Ермошина объяснила традиционно низкую явку в столице следующим образом:
«Это традиционно. Балованные они, жители города Минска, и ничего другого. Никаких поводов для того, чтобы выборы игнорировать, у минчан нет.Видно, кто пошел на выборы. И, наверное, ходить на выборы — это признак хорошего тона. В Минске, мне кажется, люди менее дорожат тем, что они имеют, это и рождает равнодушие в дальнейшем к судьбе родины. Равнодушие, пассивное отношение и влечет эту ситуацию с явкой».

## Итоги выборов 11 сентября
11 сентября 2016 года в Белоруссии состоялись парламентские выборы. По данным на 12 сентября 2016 года в Палату представителей проходят 94 беспартийных кандидата (причём 27 из них уже были депутатами белорусского парламента), 8 коммунистов,1 либерал-демократ, по три человека от РПТС и БПП, а также впервые по одному делегату от оппозиционных партий ТБМ и ОГП.
| |                                                     |           |       |      |       |
| Партия | Партия                                              | Голосов   | %     | Мест | +/-   |
| | Коммунистическая партия Беларуси                    | 380 770   | 7,40  | 8    | ▲ 5   |
| | Либерально-демократическая партия                   | 218 081   | 4,24  | 1    | ▲ 1   |
| | Республиканская партия труда и справедливости       | 147 378   | 2,87  | 3    | ▲ 2   |
| | Объединённая гражданская партия                     | 111 227   | 2,16  | 1    | ▲ 1   |
| | Белорусская патриотическая партия                   | 111 045   | 2,16  | 3    | новая |
| | Партия БНФ                                          | 88 511    | 1,72  | 0    | 0     |
| | Белорусская партия левых «Справедливый мир»         | 72 185    | 1,40  | 0    | 0     |
| | Белорусская социал-демократическая партия (Грамада) | 66 381    | 1,29  | 0    | 0     |
| | Белорусская партия «Зелёные»                        | 9038      | 0,18  | 0    | новая |
| | Беспартийные                                        | 3 445 562 | 67,01 | 94   | ▼ 11  |
| Против всех | Против всех                                         | 491 986   | 9,57  | -    | -     |
| Недействительных бюллетеней | Недействительных бюллетеней                         | 69 707    | -     | -    | -     |
| Всего | Всего                                               | 5 211 871 | 100   | 110  | 0     |
| Зарегистрировано/явка | Зарегистрировано/явка                               | 6 978 490 | 74,68 | -    | -     |
| Источник: ЦИК (результаты) Архивная копия от 23 сентября 2017 на Wayback Machine, ЦИК (избранные депутаты) Архивная копия от 23 сентября 2017 на Wayback Machine |                                                     |           |       |      |       |

## Критика

### Акция протеста 12 сентября
Лидеры оппозиции заявили, что выборы прошли с многочисленными нарушениями.12 сентября по призыву Николая Статкевича 300 сторонников оппозиции пришли на Октябрьскую площадь и провели там акцию протеста против результатов выборов. Некоторые держали бело-красно-белые флаги. Активисты развернули растяжки «За новыя выбары» и «Лукашэнка, сыходзь». На площадь также принесли звукоусилительную аппаратуру, звучали песни Brutto, Лявона Вольского. На митинге выступали оппозиционные политики: Владимир Некляев, Виталий Рымашевский, Алесь Логвинец, Павел Северинец, Дмитрий Дашкевич и прочие лидеры демократических движений. Когда очередь выступать дошла до лидера предпринимательского движения Алеся Макаева, к нему подошёл капитан милиции и попытался составить протокол. Однако митингующие оттеснили его от Макаева. В 18:20 демонстранты пошли на площадь Независимости, к зданию ЦИК. На площади остались несколько оппозиционеров из импровизированной цепи и милиция. Завязалась потасовка, в которой участвовали несколько сотрудников милиции в штатском и активисты. В конце концов сотрудникам милиции удалось вывести из толпы капитана милиции, который составлял протокол. Тем временем основная часть митингующих пришла на площадь Независимости. Там и закончился митинг.

### Провокации
Провокации начались ещё во время сбора подписей за выдвижение кандидатов в депутаты.
9 июля во время пикета по сбору подписей в Минске на улице Калиновского, возле торгового центра «Восток», пикетчиков провоцировали мужчина и женщина, которые распивали поблизости спиртное. Женщина спросила, сколько митингующим заплатили за пикет. Мужчина начал провоцировать драку, оскорбляя участников пикета, белорусский язык и страну. Он убежал с места проведения пикета только после того, как находившиеся поблизости молодые люди предложили ему отойти поговорить с ними за универсамом.
10 июля двое молодых парней совершили нападение на пикет по сбору подписей Юрия Губаревича, проходивший в Минске на улице Калиновского. Участники пикета вызвали милицию, которая задержала хулиганов и составила протокол.
13 июля на пикете по сбору подписей за Алеся Толстыко в центре столицы, возле столичного универсама «Центральный», неизвестный украл репродукцию картины «Наши куклы» художника Алеся Марочкина, на которой карикатурно изображены Александр Лукашенко и с десяток чиновников. Это произошло в тот момент, когда к сборщикам подписей подошли начальник ГУВД Мингорисполкома Александр Барсуков и заместитель начальника милиции общественной безопасности ГУВД Максим Грищенко в сопровождении большого количества людей в штатском и стали проверять их документы, разрешающие организацию уличного мероприятия.

### Жалобы
5 июля Минский городской суд не удовлетворил жалобу группы граждан на включение правозащитницы Тамары Сидоренко в состав 101-й Сухаревского избирательного округа, где во время нынешней избирательной кампании планирует баллотироваться заместитель председателя движения «За свободу» Алесь Логвинец. Суд посчитал жалобу группы граждан необоснованной. Заместитель председателя движения «За свободу» считает, что «Тамару Сидоренко не включили, так как она очень квалифицированный юрист, она порядочный человек и будет руководствоваться законом, а не пожеланием администрации».
Брестский областной суд отказался удовлетворить жалобу представителей движения «За свободу» на невключение в состав комиссий его региональных представителей. В результате в территориальные и окружные избиркомы попало только два представителя движения из 48-ми.
За время выборов один наблюдатель по Витебской области направил более 30 жалоб в ЦИК.Председатель Центризбиркома Лидия Ермошина заявила, что в этих жалобах описаны вымышленные ситуации. Однако этот же наблюдатель продолжил направлять жалобы в ЦИК,только теперь все они начинаются со слов «невымышленная ситуация».
9 сентября наблюдатель кампании «Право выбора» Ярослав Науменко подал жалобу в окружную комиссию, в РУВД и прокуратуру Первомайского района Минска, что 9 сентября в урну для досрочного голосования на столичном избирательном участке Калиновского избирательного округа № 108 были вкинуты в большом количестве фальсифицированные бюллетени. По подсчетам Науменко, в тот день на участке проголосовало 42 избирателя, а в протоколе комиссии значилось 228 человек. Председатель окружной избирательной комиссии Калиновского избирательного округа № 108 Ирина Родик заявила, что эта информация является провокацией и направлена на дискредитацию избирательной кампании.
11 сентября наблюдатель движения «За свободу» Алесь Логвинец направил в ЦИК жалобу в связи с тем, что на участке для голосования № 347 в Минске детям бесплатно раздавали воздушные шарики, в жалобе политик написал, что считает бесплатную раздачу шариков детям циничной попыткой играть на чувствах детей. Из-за бесплатных подарков, по его мнению, дети завлекают на участки голосования всех взрослых членов семьи. Участок находится в средней школе № 199 Минска, избирательную комиссию здесь возглавляет известный бизнесмен Павел Топузидис.